# Таван
Таван или мансарда је просторија која се налази испод кућног крова. Због своје локације зове се још и поткровље. Често су неправилног облика јер попуњавају простор између крова и највишег спрата у грађевини.
Таван може бити класичан простор за становање, али најчешће се користи као остава. С тим у вези, прилаз тавану може бити преко степеница, мердевина на развлачење и других помагала. Пошто се топао ваздух пење са нижих на више спратове, таван може да служи за регулисање температуре у грађевини.